# EX-373
La EX-373 es una carretera de titularidad de la Junta de Extremadura. Su categoría es local. La denominación oficial es EX-373, de N-630 a EX-390 por Talaván.

## Historia de la carretera
La carretera tiene su origen en la transferencia en el año 2000 de la carretera CC-67, de Talaván a N-630, por parte de la Diputación Provincial de Cáceres. Se completó el itinerario hasta la EX-390 acondicionando una pista forestal, que daba más sentido a la Transversal Regional que la CC-41.
Inicialmente, la nomenclatura EX-373 fue asignada al tramo de carretera entre la EX-117 y Ceclavín en 1997. Posteriormente, una vez realizado el acuerdo con las Diputaciones Provinciales, este tramo de carretera se incorporó a la EX-372 y la denominación EX-373 se asignó al tramo de Diputación Provincial de Cáceres asumido por la Junta de Extremadura.

## Inicio
Tiene su origen en la intersección con la N-630.

## Final
El final está en la intersección con la EX-390.

## Trazado, localidades y carreteras enlazadas
La longitud real de la carretera es de 23.050 m, de los que la totalidad discurren en la provincia de Cáceres.
Su desarrollo es el siguiente:
| P. K.         | HITO                                          |
| ------------- | --------------------------------------------- |
| 0+000         | Inicio: N-630                                 |
| 4+330 - 5+610 | Enlace con A-66                               |
| 8+400         | Intersección con CC-28 . (Santiago del Campo) |
| 8+840 - 9+390 | Travesía de Hinojal                           |
| 15+590        | Acceso a Talaván e intersección CC-41         |
| 23+050        | Final: EX-390                                 |

## Otros datos de interés
(IMD, estructuras singulares, tramos desdoblados, etc.).
Los datos sobre Intensidades Medias Diarias en el año 2006 son los siguientes:
| P. K.            | IMD | Ligeros | Pesados | % Pesados |
| ---------------- | --- | ------- | ------- | --------- |
| 7+000 (Hinojal)  | 257 | 247     | 10      | 3,7       |
| 18+000 (Talaván) | 277 | 267     | 10      | 3,8       |

## Evolución futura de la carretera
La carretera se encuentra acondicionada dentro de las actuaciones previstas en el Plan de Transversales Regionales de Extremadura.